# Луни
Луни (енгл. Luni) је река која протиче кроз Индију. Дуга је 450 km. Улива се у Качски ран.